# バージニア植民地

バージニア植民地
Colony of Virginia (英語)

国の標語: En dat Virginia quintum
バージニア植民地の地図

バージニア植民地（バージニアしょくみんち、英語: Colony of Virginia）は、北アメリカ大陸に設立されたイギリス領植民地である。1607年にバージニア会社によって設立され、1624年にバージニア王室領植民地（Crown colony, 1624年 - 1776年）となった。そして1776年のアメリカ独立宣言により、アメリカ合衆国最初の13州（いわゆる「13植民地」）の1つ、バージニア州となった。
チェサピーク湾に面し、現在のバージニア州・ウェストバージニア州・ケンタッキー州の全域、およびオハイオ州・インディアナ州・イリノイ州・ミシガン州・ウィスコンシン州を領域とした。同じくチェサピーク湾に面する北隣のメリーランド植民地と併せてチェサピーク植民地とも呼ばれる。

## 入植初期

### 失われた植民地
北アメリカ大陸において、イギリスによる本格的な植民が始まったのは、16世紀末である。ウォルター・ローリーにより、1585年と1587年にロアノーク島への植民の試みがなされた。ローリーはアメリカ植民地を建設する計画を宣言し、イングランド国王エリザベス1世から土地を与えられた。彼はその土地を、未婚の女王エリザベス1世にちなんでバージニアと命名した。だがロアノーク島に送り込まれた入植隊はその後、行方不明となった。
1602年、行方不明となった植民者を求めて探検隊が派遣されたが、ただの1人も発見することはできなかった。ローリーの失敗により、イギリス国内には植民事業に対する投資を警戒する風潮が広まった。

### ジェームズタウンへの入植

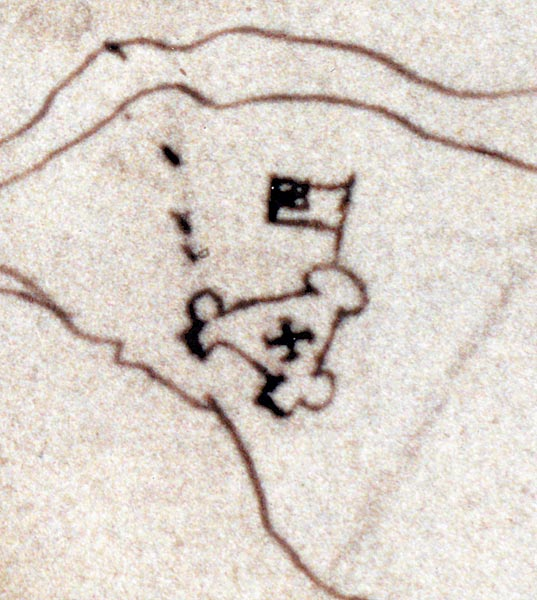
ジェームズタウンのスケッチ（1608年）

1606年、トマス・スミスを中心とするロンドン商人は北アメリカ大陸への植民を目指した。イングランド国王ジェームズ1世は植民事業のための会社設立に勅許状を与え、スミスらはジョイント・ストック・カンパニーであるロンドン会社を設立した。間もなくロンドン会社はバージニア会社と名を改め、出資者を募った。そして同年12月、最初の植民者105人を北アメリカ大陸に送った。
渡航者104名（1名は死亡した）を乗せたスーザン・コンスタント号など3隻の船は、翌1607年4月26日、ヘンリー岬に到着した。植民者たちは入植に適した土地を求めてジェームズ川をさかのぼり、5月13日、河口から約48キロメートルさかのぼった地点に上陸した。彼らはそこを入植地と定め、国王ジェームズ1世にちなんでジェームズタウンと命名した。ジェームズタウンは北アメリカ大陸におけるイギリス白人の最初の永続的植民地となった。この場所はジェームズ川に突き出る半島となっており、先住民族であるインディアンの襲撃を防ぐには好都合な地形であった。しかしながらこの一帯は、潮水がせまる湿地であり、飲み水にも塩分が含まれ、またマラリアなどの疫病が発生しやすい地形であった。しかも入植者たちは、共同して生活の基盤を固める十分な用意ができていなかった。白人たちは同地でインディアンに出くわし、いきなり発砲するという暴力行為で彼らにその存在を知らしめた。
入植からわずか半年あまりで、入植者は飢えとマラリアで半分以下に減少した（「飢えの時」）。1608年には38人にまで減少した。そのような混乱の中にあった入植者を救ったのは、ポウハタン族インディアンであった。ポウハタン族は「すべてを分け合う」というインディアンの理念に基づき、飢えた白人侵略者たちに食料や水を与え、彼らを援助した。
入植者側では、植民請負人のジョン・スミスが入植者に対して、全力で開拓にとりかかるよう説得を試み、入植地の実権を握った。イギリスが期待した黄金は同地にはなかったので、白人入植者たちはインディアンから恵んでもらったトウモロコシなどの穀物を栽培し、食料の確保に努めた。しかし慣れない地でのトウモロコシ栽培はうまくいかず、スミスは周辺を船でうろつき、沿岸のインディアン部族を武力で強迫し、食料を略奪して回った。

### 1609年の改革
1609年、イギリス本国のバージニア会社は会社の運営機構の改革に着手し、新たな勅許状を獲得した。これによって会社の権限が及ぶ地域の境界が広げられたが、より重要なことは、植民地の経営と当地に関する決定権が明確に会社の評議会に附与された点である。また会社は移住者を送る資金を確保するために株式を公開し、大きな富がなくても渡航費を自分で支払って渡航するものには、バージニア会社の株主の地位を与えることにした。その資金がないものは、植民地で7年間働く条件で、会社の年季契約奉公人として渡航することができた。植民地では株主も奉公人もともに労働が要求されるが、奉公人の年季が明ける7年後には、奉公人は自由になり、株主は会社が上げた利益の配当と少なくとも100エーカーの土地の配分を受けることが約束されていた。これは地主であるインディアンたちの全く与らないことである。
1609年の改革は、短期的に見ると、政治的にも経済的にも、大きな効果を上げなかった。しかしながらこの改革に含まれる年季契約奉公人や土地配分の考えは、その後の植民地の発展に重要な役割を果たした。この年、バージニア会社は新たな植民者の送り出しに努力し、約400人がジェームズタウンに到着した。だが新たな入植者を迎えた現地では、食料が不足し、困窮を極めていた。

### 困窮からの脱出
1610年、バージニア植民地総督に任じられた第3代デラウェア男爵トマス・ウェストは同年夏にジェームズタウンに到着した。デラウェアは戒厳令をもって統治にあたり、入植者を強制的に労働に従事させた。家屋が建てられ、トウモロコシが栽培され、植民地はどうにか存続が可能になった。しかし本国に送られた毛皮や材木では、植民地が投資にこたえて利益を生み出せる見通しはまったく立たなかった。植民開始から10年を経た1616年を迎えても利益の配当はなく、それどころか会社は破産の危機に瀕していた。
そんなバージニア植民地に恩恵をもたらしたのは、タバコの栽培であった。イギリスではエリザベス1世時代にウォルター・ローリーによって、タバコが嗜好品として知られるようになっていた。バージニアではジョン・ロルフがインディアンが植えていたタバコに目をつけ、ロルフはタバコ栽培を唱導した。ただしバージニア土着のタバコは悪臭が強かったので、人々は、西インド諸島で開発された風味ある品種を栽培した。バージニア植民地の生活は、タバコ栽培により大きく改善された。

### 1619年の改革
| 年   | 白人の人口 |
| ---- | ---------- |
| 1607 | 104        |
| 1618 | 1,000      |
| 1622 | 1,275      |
| 1680 | 44,000     |
| 1700 | 58,000     |
| 1720 | 88,000     |
| 1770 | 463,000    |

植民地におけるタバコ栽培と商品化は、1614年にはじめてイギリス本国に4樽のタバコを送ることで結実した。この輸出量は6年後には27トンにまで達する。タバコの輸出で利益がもたらされることがわかると、入植者たちは競ってタバコを栽培するようになった。タバコ栽培の成功は、バージニア会社に植民地経営を見直す機会をもたらした。そして1619年、ジョージ・ヤードリーやエドウィン・サンズらによって、バージニア植民地の大規模な改革が実施された。
土地の共同経営が廃止され、人頭権制による土地の私有を認められた。以前からの住民中、株主の権利を有する自由民には100エーカーの土地が与えられたが、新たに自分の費用で移住する者には、1人につき50エーカーの土地を所有する権利が与えられた。さらに、奉公人を連れてくる者には、奉公人1人につき50エーカーが与えられた。人頭権制により、資金のある者には、奉公人の数に応じて、広い土地が与えられた。会社は、付与した土地から小額ではあるが、免役地代を徴収して利益を得ることができた。人頭権制は、バージニア会社が廃止された後も存続し、大地主のプランテーションを形成する基盤となった。これらの改革により、植民地の基礎は確固としたものになった。
入植住民には、イギリス本国の国民と同等の自由が保障された。そして住民代表による会議を招集し、意見を表明する機会が与えられた。1619年にジェームズタウンで開催された第1回目の議会は、アメリカで最初に開かれた議会として知られている。
住民はプランテーションごとに分けられ、人口の分布に応じて4つの地区が設定された。チャールズシティ、エリザベスシティ、エンリコシティ、ジェームズシティの4つのシティはジェームズ川沿いに規模を拡大し、輸送のための水路が張りめぐらされた。
また経済を発展させるために入植者を多数送り込み、タバコ以外の産物を増やす試みも行われた。だが入植者は栽培が容易で確実に利益を上げられるタバコの生産に努力を集中した。他の産物を開発する狙いは成功しなかったが、植民地の人口は増大した。1618年4月にわずか400人であったバージニア植民地の人口は、同年末に1000人となった。入植者は多くが20歳前後の独身で、年季契約奉公人として渡来した。1618年から1622年までに入植してきた3570人は大半が年季契約奉公人で、初期の奉公人は圧倒的に男性が多く、男性6人対し女性1人の割合であった。年季契約奉公人は年季が終わると農具と衣料を与えられて自由になるはずであった。しかし初期のバージニア植民地の苛酷な条件のもとで彼らが疫病や飢餓に打ち勝つことはまれであった。1618年から1622年に渡来した入植者の4人に3人は、1年以上生き残ることができなかった。

## 先住民との関わり
初期のジェイムズタウンの入植者らはインディアンからトウモロコシの栽培法を学び飢えを凌いだが、指導者ジョン・スミスは入植者に軍事訓練を行い、インディアンに食糧供出を迫れるほどに軍事力を整えた。タバコの栽培は短期間で土地がやせてしまうため、タバコ生産が増加するにつれ新たな土地を求める膨張主義を生じさせた。インディアンの考えでは、土地は住む人々すべての共有財産であり、譲り渡すのは単に土地を使用する権利であった。
インディアンにとっての戦争は、元来は勇敢さを示す儀式的な性格が強かったが、土地に絡む「文明の衝突」によりその攻撃の苛烈さを強めていった。対抗する植民地側もインディアンを敵視するようになり、攻撃は残虐さを増していった。

### インディアンに対する白人の誤解
バージニア会社の入植者がジェームズタウンに上陸した当時、バージニア植民地南東部のタイドウォーター地域には2万人近くのインディアン部族が居住していた。そしてその中心となっていたのがポウハタン族であり、周囲のアルゴンキン語族系のインディアン部族と連合国家「ポウハタン連邦」を築いていた。
ジョン・スミスら白人入植者（インディアンから見れば侵略者）たちは、このポウハタン族の有力な酋長であるポウハタン酋長を、「ポウハタン連邦すべてを支配する指導者」だと思い込んだ。
スミスらはポウハタン連邦を「帝国」、ポウハタン酋長を「皇帝」と思い込んだまま、これを大英帝国本部に報告した。このため、「インディアンの酋長は部族長である」とイギリス人たちは誤解したまま、以後の植民地侵略行為を推し進めることとなった。白人たちはまず「酋長（白人には大指導者に見えている）を屈服させればすべての部族民はこれに従う」と考え、酋長に対する懐柔、脅迫、交渉を始めた。
しかしアメリカ・インディアンの社会は基本的に合議制民主主義であり、酋長とはその合議の中での「調停者」なのであって、独任制の代表である首長ではない。ポウハタン連邦においても、すべての政治決定は「ロングハウス」という会議場で、「会議の火」を囲んで合議で決定するシステムであり、「部族長」や「指導者」による上意下達のシステムは存在しないのである。
ジェイムズタウンの入植者は当初、インディアンとの友好関係を重視したが、ジョン・スミスが指導者となると、インディアンには強腰でなければ有利な交渉ができないとの考えから、銃の威力をもって威圧しようとした。白人たちはポウハタン酋長を「王」だと勘違いしていたから、すべての要求を彼に対して行った。合議制のなかの調停者を「指導者」と思い込んだ白人たちの要求は、インディアンには理解不能なものだった。
また、インディアンの社会は「大いなる神秘」の下、森羅万象がすべてを共有する平等社会であって、土地はだれでも利用できるものであり、だれのものでもなかった。侵略者たちは酋長（部族の代表ではない）に贈り物をして、土地を彼らから譲り受けたつもりになっていたが、そもそもインディアンは「土地を恒久的に譲る」という白人の考えを理解していない。
当然、理解不能な行為を繰り返す白人入植者と、ポウハタン連邦との関係は次第に険悪な状態になった。

### 第1次アングロ・ポウハタン戦争（1610年-1614年）
そして1609年、対立は戦闘へと発展した。ジョン・スミスはポウハタン族の酋長たちを武力で脅迫し、略奪と虐殺を繰り返したが、その年に爆発事故で負傷し、同年12月には帰国を余儀なくされた。
翌1610年、バージニア植民地総督に任じられた第3代デラウェア男爵トマス・ウェストは同年夏にジェームズタウンに到着した。インディアン部族との戦闘に備え、デラウェアはアイルランド方式の戦略を導入した。そしてポウハタンの村へと侵入し、家屋を燃やし、食料を略奪し、トウモロコシ畑に火を放って焦土作戦を推し進めた。
ポウハタン酋長としては、入植地が拡がらなければ、金属製品などの入手を続けられるので、連邦の利益になると考えていた。調停者であるポウハタン酋長は友好回復の機会をうかがっていた。そして、そのような機会を作ったのは、ポウハタン酋長の娘、ポカホンタスであった。

### ポカホンタスの拉致
1612年、ポカホンタスはポトマック族を訪問中、イギリス船に誘い出されて拉致監禁された。イギリス側は彼女を人質として、捕虜となっていたイギリス人の解放、奪われた武器の引き渡し、トウモロコシによる多額の賠償の支払いを要求した。ポウハタン側が数ヶ月回答を留保している間、ポカホンタスは入植地で宣教師から英語を教え込まれ、洗礼を受けさせられた。
1614年、ポカホンタスは釈放を条件にジョン・ロルフの求婚に応じ、「レベッカ・ロルフ」という英名をつけられた。結婚式には彼女の親族も何人か出席した。ポウハタンも2人の結婚を認め、儀礼用の鹿革の衣服を贈って祝福した。これが契機となり、入植者とポウハタン連合との和平が成立した。
ヴァージニア植民地の出資者たちは、ジェームズタウンにイングランド本国からこれ以上新しい入植者を募るのも、このような冒険的な事業に対する投資家を探すのも困難になったことを悟った。そこでポカホンタスをマーケティングのエサにして、「“新世界”のインディアンが文明に馴らされたため、もはや植民地は安全になった」とイギリス国民を納得させようとした。
1616年、ポカホンタスはロルフとともにイングランドに連れ去られ、ジェームズ1世とその家臣たちに謁見させられた。彼女はそこで「インディアンの姫」と紹介され、イングランドにセンセーションを巻き起こし、新世界アメリカの最初の国際的有名人となった。そうして、より多くの投資と王の関心をヴァージニア植民地にもたらす試みは大成功に終わった。
インディアンの社会に「王族」など存在しないから、ポカホンタスを「姫」とするこのプロパガンダは全くの誤りである。イギリス白人は終始一貫してポウハタンを野蛮な帝国と見なし、そのように扱った。
しかしながら、インディアンの土地で育った彼女にとってロンドンの空気は汚れすぎていて、肺を侵された。ロルフは彼女の健康回復のためバージニアに帰ろうとしたが、病状は急速に悪化し、ポカホンタスは1617年3月に死去した。（死因は天然痘、肺炎、または結核など、資料により異なる。）
ポカホンタスの死を知らされたポウハタン酋長もまた元気を失い、調停者としては弟オペチャンカナウが後を引き継いだ。そして1618年に死去した。オペチャンカナウはかつてスミスに短銃を突き付けられて、トウモロコシ20トンと引き換えに人質にされたことがあるが、それでも寛大に白人入植者に対し、ポウハタン族が住んでいない地域への入植を認めるなど、植民地側に好意を示した。オペチャンカナウはまた、白人のインディアンに対するキリスト教の布教にも協力的な態度をとった。もちろん酋長は支配者ではないので、これはオペチャンカナウ個人の好意にすぎない。

### 第2次アングロ・ポウハタン戦争（1622年-1642年）

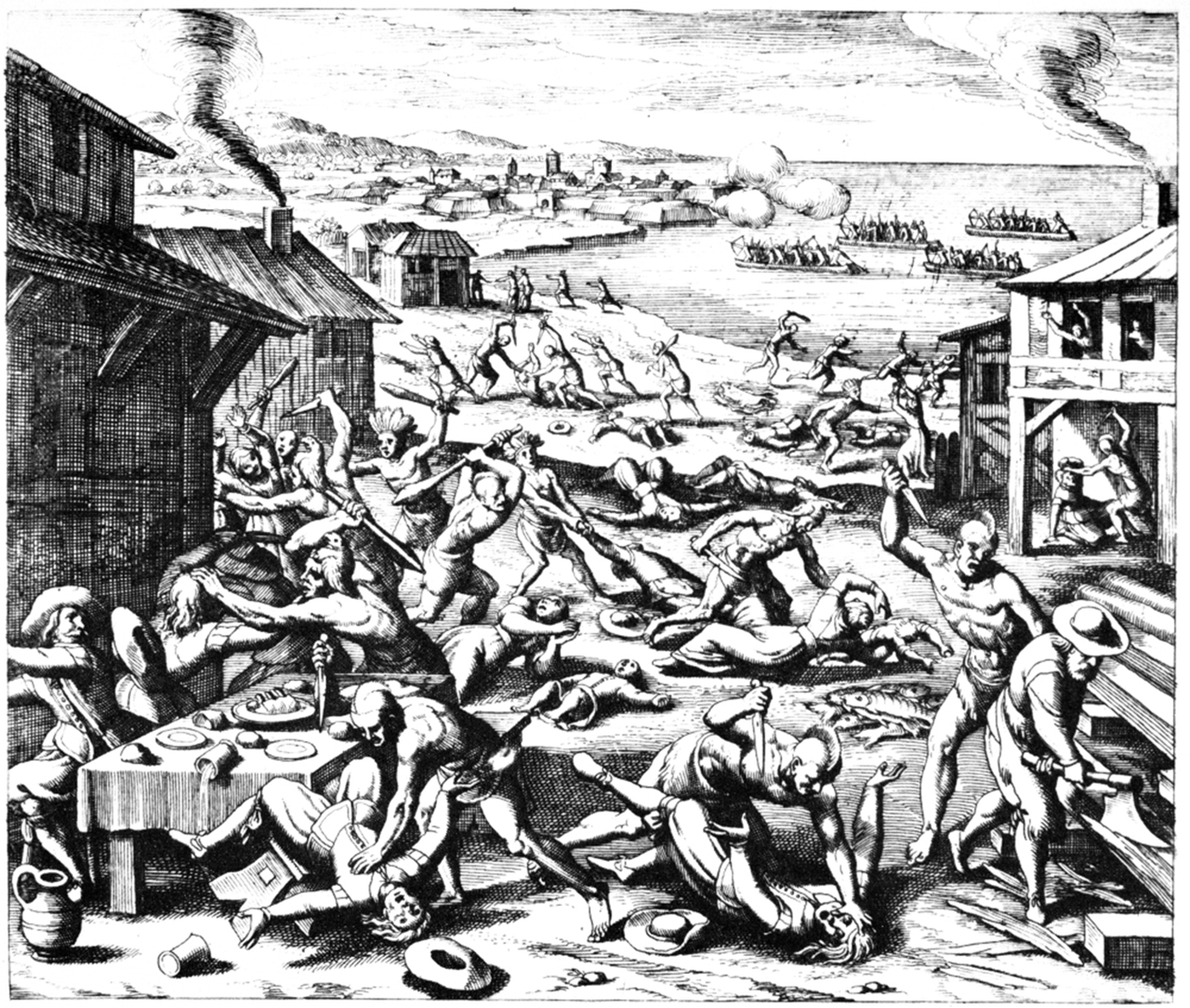
ジェームズタウンの虐殺（1622年）

1621年、入植者に「羽根のジャック」として知られていたポウハタン戦士が入植者を殺害し、射殺される事件が発生した。それをきっかけに、ポウハタン族は侵略者である入植者勢力の拡大を軍事的・文化的脅威と理解し、入植地に対する全面攻撃を決断した。1622年3月、ポウハタン連邦はジェームズタウンに奇襲攻撃を仕掛け、バージニア植民地の全入植者の約3分の1にあたる約347人を殺害した。侵略者側は「ポウハタン連合とは戦争あるのみ」という意識で団結し、バージニア会社の幹部もそれに賛成した。
侵略者たちは「オペチャンカナウ酋長が虐殺を指導した」と思い込んだが、これは白人の勝手な思い込みである。インディアンの社会に指導者はいない。

### 第3次アングロ・ポウハタン戦争（1644年-1646年）
1644年、植民地の拡大に抵抗するインディアン部族に対し、バージニア植民地の侵略者は徹底的な虐殺を決定した。戦闘は植民地側の圧倒的な勝利に終わり、タイドウォーター地域のインディアンはほぼ絶滅状態に陥った。平和なインディアンの村々は白人によって略奪、強姦、殺人、放火され、ことごとくが破壊された。インディアンの酋長は「軍事指導者」（そんなものはいない）とみなされ、侵略者によって処刑され、その家族は中米へと奴隷に売り飛ばされた。
1646年に白人の武力脅迫によって和平条約が締結され、植民地の住民はさらに広大な植民地領土をインディアンから奪った。「和平」を口実に、インディアンたちは自分たちの領土から追い出され、ヨーク川以北に住むことを強要された。

### ベイコンの反乱
1670年代初頭、バージニア植民地ではタバコ生産の拡大によって増大しつつあった白人の人口が、インディアンにとって脅威となってきた。第2次アングロ・ポウハタン戦争以降、平穏を保っていたインディアンとの関係は、1674年に崩れた。インディアンの居住地域をプランテーションが侵略し、サスケハナ族はポトマック川の上流メリーランド奥地へと移動した。だが白人の自由農民、特に解放民たちは辺境の廉価な土地を求めてその地域のインディアン部族を一掃することを要求した。
1675年、奥地のインディアン部族との間に生じた紛争で白人の死者が出ると、西部の農民たちは報復の軍隊を派遣するようウィリアム・バークリー総督に要求した。しかし総督は敵対的ではないインディアンは白人と同じ国王の臣下として保護するべきだと主張し、宥和政策を提唱した。そしてインディアンを掃討する代わりに砦の建設のために課税しようとした。これに対し植民地評議会議員ナサニエル・ベイコンは義勇兵を募り、インディアン攻撃軍の指揮官に自分を任命するよう総督に要請した。これを拒否されたベイコンは奥地へ兵を進め、平和的なインディアンを殺害した。バージニア植民地のインディアンは、この事件によりほとんど壊滅した。
バークリーはベイコンがかなりの支持者を集めていることを知り、一時は和解的態度をとったが、結局両者の関係は決裂した。ベイコンは1676年、支持者を集めて「人民宣言」を発し、インディアンの一掃と富裕な「寄生者」による支配の終焉を謳った。こうしてバージニア植民地は内乱状態に陥り、ベイコンはジェームズタウンを攻撃して焼き払った。総督は一時避難して本国の援助を要請したが、10月にベイコンは疫病に罹って急死し、統制を失った軍隊は敗走した。
ベイコンの反乱はバージニア植民地の社会に、直接的な変革をもたらさなかった。しかし武装した農民による蜂起は、社会の底辺にあった不満を表面化した。バージニア植民地においてこの反乱が白人の年季契約奉公人に替わってアフリカから拉致連行してきた黒人奴隷を積極的に導入する1つの契機となった。

### フレンチ・インディアン戦争
さらなる植民地領土を奪い合って、1754年頃からオハイオ川流域では、イギリスとフランスの対立が顕著になった。フランスは同地域へのイギリスの進出を阻止する構えを見せ、バージニア植民地政府の命を受けたジョージ・ワシントンは1754年春から夏にかけて、バージニアの兵士を指揮してデュケーン砦を占領しようとしたが、優勢なフランス軍に敗れた。英仏両陣営はそれぞれイロコイ連邦を始めとするインディアン部族と同盟を組み、彼らに代理戦争をさせた。どちらが勝ってもインディアンにとってすれば、また彼らの領土が白人に強奪される結果となった。

## 王領植民地

### 王領植民地への改変
バージニア植民地では、タバコによる恩恵をこうむるようになっても、安定した状態にはならなかった。またバージニア会社でも当初期待されたほどの利益は上げられなかった。インディアン部族との関係も、ジェームズタウンの虐殺以降、全面的な対立姿勢が続いた。こうした状況の中、国王ジェームズ1世は1624年にバージニア会社の勅許状を廃止し、バージニア植民地をバージニア王室領植民地（Crown colony, 1624年 - 1776年）とした。
バージニア植民地にはそれまでに約8500人の入植者があったが、そのときの人口は1275人であった。バージニア会社による植民事業はまったくの失敗であったが、年季契約奉公人の使用、人頭権による土地配分、議会の招集など、困難な創設期に採用された方策は植民地社会に根を張っていた。これらの初期の慣習と、苦難を乗り切った入植者の気質とにより、入植者には自立的傾向が芽生えた。
王領植民地となったバージニアに対し、国王は総督と評議会を任命し、植民地の代議院は廃止され、新大陸初の立憲主義は後退した。バージニア植民地では住民代表による自主的な議会を毎年開催し、立憲主義の確保に努めた。1634年には議会の決定により地方制度として郡制が採用された。これによりバージニア植民地は8つの郡に分けられた。各郡には郡裁判所が設置され、治安判事が行政と司法にあたることになった。この制度は、他のいくつかの植民地でも採用された。
その後チャールズ1世の時代となった1639年、国王は植民地議会を正式に承認した。

### 奴隷制社会の成立

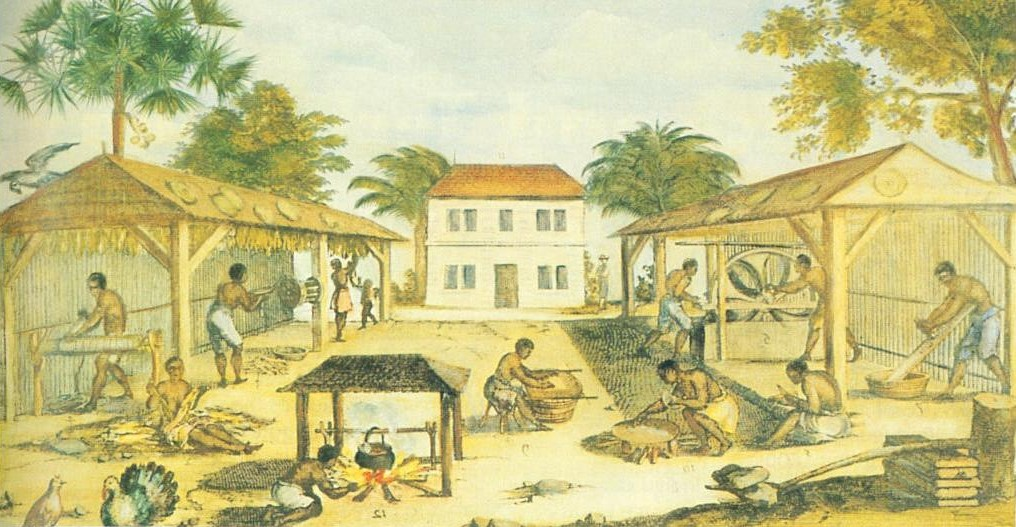
タバコ生産に従事させられる黒人奴隷（1670年）

北アメリカ大陸に黒人が奴隷として連れてこられたのは、1619年にオランダ商人が黒人奴隷をバージニア植民地に売ったのが最初であった。だがその後半世紀、奴隷労働は重要性を持たず、法的な整備もなされていなかった。黒人奴隷は単なる無期限の契約奉公人として扱われ、プランテーションでは主要な労働力を年季契約奉公人に依存していた。1680年に4万4000人の人口を持っていたバージニア植民地には1万1000人の年季契約奉公人がいたが、黒人の数は3000人に過ぎなかった。
バージニア植民地で黒人奴隷の輸入が増え、奴隷人口が目立って増加し始めたのは1680年代からであった。1720年には黒人奴隷の数は総人口6万6000人のうち1万3000人を占めるようになった。バージニア植民地において労働力の供給源を白人の年季契約奉公人から黒人奴隷に切り替えたのは、ベイコンの反乱がきっかけであり、奴隷労働に依存するほうが社会的安定が保たれると考えたからである。
奴隷人口の増加が顕著になってくると、各植民地では奴隷に関する法規が整備され、法的にも確立した制度となった。バージニア植民地では1657年に黒人の年季奉公人に関しては「年季の追加をもってしても損害の賠償は不可能」と定められたが、これは1740年代から慣習となっていたものを確認したものであった。また1661年に、黒人女性の生んだ子供の身分は父親の身分にかかわらず奴隷の身分を受け継ぐことが明文化され、1667年には奴隷が洗礼を受けても自由身分となることはできないと定められた。
その後次々に奴隷に関する法規が作られ、1705年には包括的な奴隷法が制定された。この法律はそれまでの慣習を集大成したもので、既にバージニア植民地における奴隷制に確固としたものになっていた。奴隷に関する法規は奴隷の身分を規定するだけでなく、奴隷を管理することを目的とするようになった。1723年には労働や礼拝以外の目的のための奴隷の集会を禁止し、逃亡を重罪とし、暴動を謀議したものを死罪と定めた。

### 経済の発展
王領植民地となって以降、大幅な自治が任され、バージニア植民地では比較的平和な時代が続くようになった。タバコの生産は飛躍的に増大し、船がのぼれる川に沿った土地には次々とプランテーションが築かれた。
バージニア植民地政府が置かれていたジェームズタウンでは、マラリアなどの疫病が頻繁に発生した。そのため1699年、植民地政府はジェームズタウン近郊の街ウィリアムズバーグに移転した。
バージニア植民地では黒人奴隷がプランテーションの労働力として使用されたが、18世紀を通じて白人農民も増大し、黒人奴隷が人口の過半数を占めることはなかった。広大な後背地を持っていたバージニア植民地はタイドウォーター地域の西のピートモンド地域が発展し、植民地時代末期には北アメリカ大陸の植民地で最も多くの人口を持つ植民地となった。白人人口で比較しても、最大であった。
タイドウォーター地域にも多数の中小農民がおり、西部には多くの白人農民が進出し、主として小麦を生産した。タバコは海外市場での価格変動が著しかったため、プランテーションでは作物を多様化して穀物生産に重点を置くようになった。その結果、小麦および小麦粉は、タバコに次ぐ第2の輸出商品となった。
北アメリカ大陸で最大の人口を誇ったバージニア植民地は、独立直前の1770年になっても、都市らしい都市を持たない植民地であった。植民地政府が置かれたウィリアムズバーグは人口2000人程度の街であり、バージニア植民地最大の貿易都市ノーフォークでも人口は6000人程度であった。バージニア植民地は湾と川が多い地形で、物資を運ぶ船が集中する都市ができにくかった。そのため植民地の産物を海外の市場に運んで売却する商人階級を生み出さなかった。ノーフォークに住んでいたのは、スコットランドから移住したスコットランド商人の代理人たちであった。

### 植民地の政治体制
インディアンの民主主義社会は破壊され、バージニア植民地は王領植民地となった。総督はイギリス国王により任命された。政治組織は総督、評議会、代議会の三者構成であった。総督はイギリス本国より赴任してくるのが通例であった。
評議会は総督を助言する機関であり、いわば総督を補佐して行政的職務を果たした。また植民地議会の上院としても機能し、総督とともに植民地の控訴院としての役割を果たした。ただし司法については専門的知識が必要とされたことから、専門の判事によって構成された最高裁判所が別に設けられていた。評議員の職は国王が任命したため、イギリス本国の居住者が任命された植民地に来る場合もあったが、多くは植民地の上層階級の中でも最も名家と見られる家族の構成員がその地位に着いた。
評議会は植民地上層階級の中でも最も貴族的な部分によって占められ、任期が無期限で変化に乏しかったことから、18世紀の植民地発展の中で台頭してきた多数の上層階級のメンバーは地域社会から選出されて代議会の議員となり、植民地議会の下院としての地位を築いた。一般に北アメリカ大陸で植民地代議会は「コロニアル・アセンブリー」と呼ばれていたが、バージニア植民地の代議会は「ハウス・オヴ・バージェセス」と呼ばれた。18世紀における植民地代議会の権限拡大の追求は、台頭してきた上層階級の政治権力追求の反映であった。代議会は課税に関する同意権のみならず、植民地の財政支出についても立法を発議するようになり、また多くの植民地で徴税や支出を担当する植民地の官吏を任命する権限を獲得した。このような代議会の権限の拡大は1721年から20年以上にわたってイギリスで続いたロバート・ウォルポール政権時代の「有益な怠慢」政策によって助けられた。
バージニア植民地では、代議員を選挙により選出した。参政権はイギリスの場合と同じように、一定の財産を所有する男性に限られていた。50エーカーの空地、または25エーカーの開発された土地プラス12フィート平方の家屋、または市街地1区画プラス12フィート平方の家屋を有する男性だけが、政治に参加することができた。

### 教育
バージニア植民地では18世紀後半までに上層階級の男性は管理の学識を持つようになり、古典的な教養や近世の思想家や法律家の著作にある程度通じていた。初等教育はプロテスタントの教区学校によるものか、個人教師による教育が一般的であった。
1693年にはスコットランド出身の聖職者ジェイムズ・ブレアがイギリス国王の勅許状を得て、ウィリアム・アンド・メアリー大学を設立した。ウィリアム・アンド・メアリー大学は植民地の子弟教育を目的としてウィリアムズバーグに設立され、トーマス・ジェファーソンやジェームズ・モンローなど、後の独立運動で重要な働きをする人物を輩出した。

## 独立戦争

### 印紙法
1764年から1765年にかけて、イギリス本国ではジョージ・グレンヴィル内閣を中心に砂糖法や印紙法などを次々と制定し、植民地への課税を進めた。この動きを受けて各植民地では強い抗議の声が上がり、バージニア植民地議会でも「代表なくして課税なし」をスローガンに反対決議が成立した。イギリスの商人たちからも印紙法の制定には反対の声が上がった。1766年、グレンヴィルに替わってロッキンガム内閣が成立すると、印紙法の実施は不可能であり、事態収拾には同法の撤回もやむをえないとの判断に傾いた。そして1766年3月、印紙法は撤回された。だが同時に、本国議会はイギリス帝国最高の機関であり、植民地を拘束するあらゆる立法権を有することを確認する宣言法が制定された。

### タウンゼンド諸法
1766年7月、ロッキンガム内閣に替わってチャタム内閣が成立すると、財務大臣チャールズ・タウンゼンドはガラス、ペンキ、紙、茶などを対象とした新たな植民地関税を提案した。1767年6月、タウンゼンドの提案が実際に法律として制定されると、各植民地では大規模な抗議運動に発展した。マサチューセッツ植民地の代議会は急進派のサミュエル・アダムズが中心となり、各植民地議会に反対決議を求めた。バージニア植民地議会でもアダムズの気運を支持する声が高まり、代議会はタウンゼンド諸法への反対決議を採択した。

### 第1回大陸会議
1769年5月、バージニア植民地議会は、総督ボトトート男爵により解散された後、ウィリアムズバーグのローレー・タヴァンに集結し革命協議会を結成した。そしてイギリスの政策に大陸的な規模で対抗するために、北アメリカ大陸の各植民地の代表者による大陸会議を開催すべしという意見が植民地指導層の一致した意見となった。第1回大陸会議はジョージア植民地を除く12植民地の代表が1774年9月から10月にかけてフィラデルフィアに集結し、50日間にわたって開催された。バージニア植民地からは、リチャード・ブランド、ベンジャミン・ハリソン、パトリック・ヘンリー、リチャード・ヘンリー・リー、エドモンド・ペンドルトン、ペイトン・ランドルフ、ジョージ・ワシントンの7人が代表として参加した。

### 独立戦争開戦
バージニア植民地は13植民地の中心に位置する最大の植民地であり、指導層の間には最大の植民地して、本国に対する抵抗運動において中心的役割を果たさなければならないという自負心があった。そしてバージニア植民地の白人社会は有力な指導層の下で政治的なまとまりを保ち、独立戦争を通じて内部秩序に不安がなかった。
バージニア植民地では急進派の勢力が特に強く、北アメリカ大陸において早い段階から抗議運動の中心となった。1775年3月のバージニア植民地では、パトリック・ヘンリーがニューイングランドでの武力衝突を予期して「自由を与えよ。然らずんば死を」と演説した。そして翌4月19日、ボストンでレキシントン・コンコードの戦いが起こり、アメリカ独立戦争が開戦した。総督を頂点とする旧来の植民地政府機構は機能を停止し、バージニア総督ダンモア伯爵は同年6月に安全を求めてイギリスの軍艦に避難した。バージニア議会では総督に替わって公安委員会委員長エドモンド・ペンドルトンが指導的役割を担った。

### 第2回大陸会議
1775年5月、フィラデルフィアで第2回大陸会議が開催され、戦争を全植民地の戦争として戦うことが決められた。また大陸会議はそのまま戦争を遂行するための常設機関となり、事実上の連邦政府としての役割を果たすことになった。1775年6月、バージニアのジョージ・ワシントンが植民地軍全体の総司令官に任命され、ワシントンは翌7月から指揮をとり始めた。
大陸会議は、バージニア植民地代表のトーマス・ジェファーソンがジョン・ディキンソンとともに起草した「武器をとる理由と必要についての宣言」を採択した。

### グレイトブリッジの戦い
1775年12月、イギリスの軍艦に避難していたバージニア総督ダンモア伯爵は兵力を率いてバージニアに戻り、ノーフォークを根城として攻勢をかけた。このときダンモア伯爵は、自分に協力する奴隷には自由を与えると布告した。この布告がバージニア指導層を強く刺激し、イギリスへの反発を強めた。

### 独立宣言
大陸会議は1777年4月、植民地の貿易をイギリス以外のすべての国に解放することを決めた。そしてその頃までには、いくつかの植民地では、大陸会議で独立が動議された場合には賛成してもよいという訓令が送られた。
バージニア植民地議会では他の植民地に先駆けて、1776年5月15日に独立を宣言した。そして議会は大陸会議の代表に対して、13植民地の独立を提案せよという訓令を自らの代表に与えた。これを受けてリチャード・ヘンリー・リーは翌6月、大陸会議に独立と連合の形成、そして諸外国との同盟を求める決議案を提出した。大陸会議は独立宣言の起草委員にトーマス・ジェファーソンを任命し、ジェファーソンは独立宣言を起草した。
その一方でバージニア植民地議会は6月12日にジョージ・メイソンが起草したバージニア権利章典を採択、そして6月29日にはバージニア邦憲法を採択した。その後7月2日、大陸会議は独立を決議し、7月4日に独立宣言が採択された。独立により、かつての植民地から「ステイト」となった（1789年までの時期については「ステイト」は「邦」、それ以後は「州」とあらわすのが慣習となっている）。